# Makomanai (Fluss)
Der Makomanai (jap. 真駒内川, Makomanai-gawa) ist ein Fluss auf der japanischen Insel Hokkaidō. Er ist 21 km lang und hat ein 37 km² großes Einzugsgebiet, das sich vollständig auf dem Stadtgebiet von Sapporo befindet. Der Makomanai ist ein rechter Nebenfluss des Toyohira, der wiederum in den Ishikari mündet.

## Beschreibung
Der Fluss entspringt im Bankei-numa (万計沼), einem kleinen Teich am Nordhang des Berges Soranuma-dake, auf einer Höhe von 913 m T.P. Zunächst fließt er nordostwärts als Bergbach. Kurz vor dem als Tokiwa (常盤) bezeichneten mittleren Teil des Flusslaufes wird das Gefälle merklich geringer. Hier ändert der Makomanai seine Fließrichtung auf Norden und durchquert ein rund 200 Meter breites Tal. Die Mündung in den Toyohira befindet sich in urbanem Gebiet beim Makomanai-Park.
In der Sprache der Ainu bedeutet Makomanai „hinterer Fluss“. Edwin Dun, ein amerikanischer „Kontraktausländer“, begann 1876 am Unterlauf des Makomanai mit dem Aufbau einer Modellfarm, mit der er moderne Methoden der Milchwirtschaft und der Viehzucht auf Hokkaidō etablierte. Um Tokiwa blieb das Tal lange Zeit unentwickelt. Maßnahmen im Hochwasserschutz führten in den 1960er Jahren zu einer Begradigung des Flusses. Mittlerweile ist der untere Teil von Tokiwa mit einer Wohnsiedlung überbaut. Der Mündungsbereich ist ein Laichgebiet für Masu-Lachse.